# Фремдинген
Фремдинген (нем. Fremdingen) — община в Германии, в земле Бавария. 
Подчиняется административному округу Швабия. Входит в состав района Донау-Рис.  Население составляет 2077 человек (на 31 декабря 2010 года). Занимает площадь 50,07 км².